# گسیل‌های صوتی گوش
هر صوتی که توسط حلزون گوش داخلی تولید شده و در مجرای گوش، کشف گردد را می‌توان گسیل صوتی گوش (به انگلیسی: Otoacoustic Emissions) دانست.

## تعریف
گسیل‌ها، اصوات کم شدتی هستند که با قرار دادن میکروفون در مجرای گوش، می‌توان آن‌ها را ثبت نمود. در واقع این امواج، حاصل حرکت زنجیره استخوانی و پرده صماخ در پاسخ به جنبش نشات گرفته از حلزون، به حساب می‌آیند. با حرکت زنجیره استخوانی و پرده صماخ در هوای موجود در فضای گوش میانی و گوش خارجی، این جنبش به انرژی صوتی تبدیل می‌شود. یعنی این اصوات همان مسیری را طی می‌کنند که اصوات رو به داخل گوش طی می‌کند اما در جهت عکس.

## طبقه‌بندی
امروزه گسیل‌های صوتی گوش بر اساس مکانیسم تولید به دو دسته تقسیم می‌شوند که شامل: گسیل‌های بازتاب خطی و اعوجاج غیر خطی هستند اما طبقه‌بندی نوع قدیمی بر اساس نوع محرک بوده‌است که شامل موارد زیر است:
- گسیل‌های صوتی خودانگیخته یا SOAE، که بدون ارائه محرک صوتی، ثبت می‌شوند و برای شناسایی آنها، از تحلیل طیفی صوت در مجرای گوش خارجی استفاده می‌شود.این نوع گسیل‌های صوتی با قرار دادن یک میکروفن بسیار حساس در مجرای گوش (در 50 درصد از گوش‌های انسان‌های طبیعی) قابل ثبت هستند . این نوع گسیل‌های گوش در گوش نوزادان دارای شدت بلند تری نسبت به بزرگسالان است همچنین این گسیل‌ها در گوش‌های که قابل ثبت هستند اغلب در فرکانس‌های 1 تا 3 کیلوهرتز قرار می‌گیرند.
- گسیل‌های صوتی برانگیخته یا EOAE که با ارائه محرک صوتی به گوش برانگیخته می‌شوند.

این گروه خود دارای چند نوع می‌باشد که شامل: گسیل‌های برانگیختهٔ گذرا (TOAE)، گسیل‌های برانگیخته اعوجاجی(DPOAE)، گسیل‌های برانگیخته فرکانسی(SFOAE) هستند. به علت اینکه گسیل‌ها اصوات بسیار ضعیفی هستند، برای ثبت آن‌ها باید از میانگین‌گیری استفاده کرد. برای گسیل‌های صوتی بر انگیخته از نوع گذرا و فرکانسی از میانگین‌گیری زمانی استفاده می‌شود.

## میانگین‌گیری زمانی
میانگین‌گیری زمانی بر پایه این تئوری است که وقتی در محیطی هم سیگنال وجود دارد و هم نویز (که در اینجا نویز همان اصوات فیزیولوژیک بدن و هم اصوات خارجی و سیگنال همان گسیل‌ها هستند) سیگنال از نظر وقوع هم‌زمان با محرک ارائه شده و نویزها به صورت تصادفی هستند. پس میتوان با ارائه در دفعات ریاد و میانگیری از آن‌ها تا حد چشمگیری نویز را کاهش و سیگنال را افزایش داد.

## موارد کاربرد گسیل‌های صوتی گوش
بیشتری کاربرد این گسیل‌ها در غربالگری شنوایی نوزادان است. چرا که دارای پاسخ‌هایی سریع و قابل اعتماد است و از طرفی نیاز یه اتاقک آکوستیک نمی‌باشد و نیز چون موارد مصرفی ندارد در نتیجه هزینه تمام شده ی کمتری خواهد داشت.
از موارد دیگر میتوان به موارد زیر اشاره کرد:
- تشخیص بیماری نوروپاتی شنوایی (به انگلیسی: auditory nuropathy)
- پایش وضعیت حلزون شنوایی در موارد مصرف داروهای اتوتوکسیک
- پایش وضعیت حلزون شنوایی در جراحی‌های عصب شنوایی
- استفاده به عنوان مجموعه تست‌ها (به انگلیسی: Test battery) در افراد سخت آزمون همانند: خردسالان، کودکان دچار اوتیسم، عقب افتاده ذهنی و غیره.